# Florisbela
Florisbela   (Rio Grande do Sul, segle XIX - valor desconegut) va ser una heroïna brasilera de la Guerra de la Triple Aliança.
La participació de les dones en les campanyes militars era comuna a l'Amèrica del Sud del segle xix. Seguien els seus marits i fills combatents; la majoria, cuinava, rentava les robes o cuidava dels ferits en combat, entre altres tasques. Una d'aquestes dones va ser Florisbela, que marxava junt al 29è Cos de Voluntaris de la Pàtria, una companyia de civils que s'enrolà voluntàriament per defensar l'Imperi del Brasil en la guerra contra el Paraguai. Tenia assignada la funció de cuinera, no obstant, també participava dels combats. S'armava amb la carrabina d'algun soldat caigut i continuava lluitant. Era coneguda per tenir sempre la boca negra de pólvora, a causa de la necessitat de mossegar els cartutxos.
Florisbela «era tan famosa en l'Exèrcit del Brasil que la seva mera visió entusiasmava els companys». No obstant això, d'ella no se sap el nom ni la família d'on provenia, la data de naixement ni on va morir. D'acord amb l'obra d'Azevedo Pimentel, Florisbela no va rebre el seu merescut reconeixement: «Aquesta dona, si hagués tingut la ventura de néixer a França o Alemanya, tal vegada figurés en una estàtua en la millor plaça de les seves grans ciutats. Però, al Brasil, ni per un moment es va considerar fer un homenatge al seu espontani i magnífic despreniment i bravura».